# هنری لارنس
هنری لارنس (Henry Laurens) (زادهٔ ۶ مارس ۱۷۲۴- سبک قدیمی؛ ۲۴ فوریه ۱۷۲۳ – درگذشتهٔ ۸ دسامبر ۱۷۹۲)، از بنیان‌گذاران آمریکا، بازرگان، تاجر برده و برنج‌کار کارولینای جنوبی بود که یک رهبر سیاسی در طول جنگ انقلابی شد. او نمایندهٔ دومین کنگره قاره‌ای بود. لارنس، جانشین جان هنکاک به عنوان رئیس کنگره قاره‌ای شد. وی یکی از امضاءکنندگان اصول کنفدراسیون بود.
لارنس از شراکت در بزرگ‌ترین تجارت‌خانه برده در آمریکای شمالی به نام آستین و لارنس، ثروت زیادی به‌دست آورده بود. تنها در دهه ۱۷۵۰، این شرکت واقع در چارلستون، بر فروش بیش از ۸۰۰۰ برده آفریقایی نظارت کرده بود. لارنس برای مدتی، به عنوان نائب‌رئیس کارولینای جنوبی و همچنین به عنوان وزیر ایالات متحده در هلند در زمان جنگ انقلابی، خدمت کرد. او در دریا توسط بریتانیایی‌ها اسیر شد و برای چندین سال در برج لندن، زندانی بود. بزرگ‌ترین پسر او، جان لارنس، دستیار شخصی جورج واشینگتن و سرهنگ ارتش قاره‌ای بود.

## اوایل زندگی و تحصیلات
اجداد لارنس هوگنوت‌هایی (پروتستان‌های فرانسوی پایبند به پروتستانیسم اصلاح شده یا کالوینیستی) بودند که پس از لغو فرمان نانت در ۱۶۸۵ از فرانسه فرار کردند. پدربزرگش، آندره لارنس در ۱۶۸۲، زودتر از بقیه، آنجا را ترک و سرانجام راه خود را به سمت آمریکا هموار کرد، ابتدا در شهر نیویورک و سپس در چارلستونِ کارولینای جنوبی، مستقر شد. جان، پسر آندره، با هستر (یا استر) گراست که او هم یک پناهنده سیاسی هوگنوت بود، ازدواج کرد. هنری فرزند سوم آن‌ها و بزرگ‌ترین پسرشان بود. جان لارنس زین‌ساز شد و سرانجام کسب و کارش به بزرگ‌ترین کسب و کار از نوع خودش در سرزمین‌های استعماری، تبدیل شد.
در ۱۷۴۴، لارنس به لندن فرستاده شد تا به آموخته‌های تجاری خود بیفزاید. این موضوع، در شرکت ریچارد اوسوالد اتفاق افتاد. پدرش در ۱۷۴۷ فوت کرد و املاک قابل توجهی را در وصیتش به هنری ۲۳ ساله اختصاص داد.

## ازدواج و خانواده
لارنس با النور بار، دختر یکی از خانواده‌های برنج کار کارولینای جنوبی در ۲۵ ژوئن ۱۷۵۰، ازدواج کرد. آن‌ها ۱۳ فرزند داشتند که خیلی از آن‌ها در نوزادی یا کودکی مُردند. الینور در ۱۷۷۰، یک ماه پس از به دنیا آوردن آخرین فرزندش، فوت کرد. لارنس، ۳ پسرشان را برای تحصیل به انگلستان برد و جان لارنس، بزرگ‌ترین پسرش را تشویق به تحصیل در رشته حقوق کرد. جان لارنس به جای تکمیل تحصیلاتش، در ۱۷۷۶ به منظور خدمت در جنگ انقلابی آمریکا، به ایالات متحده برگشت.

## حرفه سیاسی
لارنس همانند اکثر مردان توانمند، در زمان خودش، در میان شبه‌نظامیان خدمت می‌کرد. او در مبارزات علیه بومیان چروکی در ۱۷۵۷–۱۷۶۱، در طول جنگ فرانسه و بومیان آمریکا (که به عنوان جنگ هفت ساله نیز شناخته می‌شود) به درجه سرهنگ دومی رسید.
لارنس در ۱۷۵۷ برای مجلس استعماری انتخاب شده بود. او هر سال مجدد انتخاب می‌شد تا اینکه یک بار وقتی انقلاب، مجلس را با یک مجلس استانی به عنوان یک دولت موقت جایگزین کرد، انتخاب نشد. سال غیبت او در مجلس، ۱۷۷۳ بود زمانی که از انگلستان دیدن کرد تا شرایط آموزش پسرانش را مهیا کند. او در ۱۷۶۴ و ۱۷۶۸ به عضویت شورای مستعمره منصوب شد، اما هر دو بار از پذیرفتن آن امتناع کرد. در ۱۷۷۲، او به انجمن فلسفه آمریکایی فیلادلفیا پیوست و مکاتبات گسترده‌ای با سایر اعضای آن انجام داد.
با نزدیک شدن به انقلاب آمریکا، لارنس در ابتدا تمایل داشت از آشتی با پادشاهی بریتانیا حمایت کند. اما با بدتر شدن شرایط، او به‌طور کامل از موضع آمریکا حمایت کرد. هنگامی که کارولینا نسبت به ایجاد یک دولت انقلابی اقدام کرد، لارنس برای کنگره استانی انتخاب شد که اولین بار در ۹ ژانویه ۱۷۷۵ تشکیل شده بود. او از ژوئن تا مارس ۱۷۷۶ رئیس کمیته امنیت و افسر رئیس آن کنگره بود. زمانی که کارولینای جنوبی یک دولت کاملاً مستقل را تشکیل داد، او به عنوان معاون رئیس کارولینای جنوبی از مارس ۱۷۷۶ تا ۲۷ ژوئن ۱۷۷۷ خدمت کرد. لارنس برای اولین بار در ۱۰ ژانویه ۱۷۷۷ به عنوان نماینده کنگره قاره‌ای انتخاب شد و تا ۱۷۸۰ در کنگره خدمت کرد. وی از ۱ نوامبر ۱۷۷۷ تا ۹ دسامبر ۱۷۷۸ رئیس کنگره قاره‌ای بود.
در پاییز ۱۷۷۹، کنگره، لارنس را وزیر خود برای هلند معرفی کرد. در اوایل ۱۷۸۰، او این سمت را برعهده گرفت و با موفقیت در مورد حمایت هلندی‌ها از جنگ، مذاکره کرد. اما در سفر بازگشت دریایی خود به آمستردام در پاییز آن سال، ناو بریتانیایی وستال، کشتی او، پاکت قاره‌ای مرکوری را در سواحل نیوفاندلند رهگیری کرد. اگرچه مرسولات او در آب انداخته شد، اما توسط بریتانیایی‌ها از آب گرفته شدند و پیش‌نویس معاهده احتمالی ایالات متحده و هلند را در ۱۷۷۸ توسط ویلیام لی و بانک‌دار آمستردام ژان دو نوفویل در اکس لا شاپل تهیه شده بود، کشف شد. این امر باعث شد بریتانیا به جمهوری هلند اعلان جنگ کند که به عنوان جنگ چهارم انگلیس و هلند شناخته شد.
بریتانیایی‌ها لارنس را به خیانت متهم کردند و او را به انگلستان منتقل و در برج لندن زندانی کردند (او تنها آمریکایی است که در برج زندانی شد). زندانی شدن او توسط آمریکایی‌ها مورد اعتراض قرار گرفت. در میدان، اکثر اسیران به عنوان اسیران جنگی در نظر گرفته می‌شدند و در حالی که شرایط، اغلب وحشتناک بود، تبادل اسرا و امتیازات پُستی، پذیرفته شده بود. ریچارد اسوالد، شریک تجاری سابقش و مالک اصلی جزیره بانس و پایگاهی جزیره‌ای برای تجارت برده در رودخانه سیرالئون، در زمان حبس، به لارنس کمک کرد. اسوالد از طرف لارنس با دولت بریتانیا مذاکره کرد. سرانجام در ۳۱ دسامبر ۱۷۸۱ در تبادل با ژنرال لرد کورنوالیس، آزاد شد و سفر خود را به آمستردام تکمیل کرد. او به فعالیت جمع‌آوری کمک‌های مالی برای تلاش‌های آمریکایی پرداخت.
بزرگ‌ترین پسر لارنس، سرهنگ جان لارنس در ۱۷۸۲ در نبرد کامبهی ریور، به عنوان یکی از آخرین تلفات جنگ انقلابی، کشته شد. او از نام-نویسی و آزادی بردگان برای جنگ حمایت و به پدرش پیشنهاد کرد که از ۴۰ موردی که می‌خواست به ارث ببرد، شروع کند. او از پدرش خواسته بود تا برده‌های خانواده را آزاد کند، اما اگرچه هنری لارنس درگیر ماجرا شده بود، اما هرگز ۲۶۰ برده خود را آزاد نکرد.
در ۱۷۸۳، لارنس به عنوان یکی از مأمورهای هیئت صلح برای مذاکرات منتهی به معاهده پاریس، به پاریس فرستاده شد. در حالی که او معاهده اولیه را امضا نکرد، در رسیدن به توافقات ثانویه‌ای که مسائل مربوط به هلند و اسپانیا را حل می‌کرد، نقش اساسی داشت. ریچارد اسوالد، شریک سابق لارنس در تجارت برده، مذاکره‌کننده اصلی بریتانیا در جریان مذاکرات صلح پاریس بود.
لارنس به‌طور کلی در ۱۷۸۴ از زندگی عمومی بازنشسته شد. او به دنبال بازگشت به کنگره قاره‌ای، کنوانسیون قانون اساسی در ۱۷۸۷ و مجلس استانی بود، اما او از همه این سمت‌ها رد شد. او در کنوانسیون استانی ۱۷۸۸ خدمت کرد، جاییکه به تصویب قانون اساسی ایالات متحده رأی داد.
نیروهای بریتانیایی، در طول اشغال چارلستون در جنگ، خانه لارنس در مپکین را به آتش کشیدند. زمانی که لارنس و خانواده‌اش در ۱۷۸۴ بازگشتند، در حالی که خانهٔ بزرگشان بازسازی می‌شد، در یک ساختمان بیرونی زندگی می‌کردند. او باقی‌مانده عمر خود را در این ملک زندگی کرد و برای بازپرداخت ۴۰ هزار پوندی که انقلاب برای او هزینه کرده بود، (معادل حدود ۱۵٫۶ میلیون دلار در سال ۲۰۱۹) کار و تلاش کرد.

## وفات و میراث
لارنس با شروع دهه ۴۰ سالگی از بیماری نقرس رنج می‌برد و این مشکل او را در بقیه عمرش آزار می‌داد. لارنس در ۸ دسامبر ۱۷۹۲ در ملک خود به نام مپکین در کارولینای جنوبی، درگذشت. او در وصیت‌نامه خود درخواست کرد که می‌خواهد، سوزانده شود و خاکسترش در ملکش دفن شود. گزارش شده‌است که او اولین سفیدپوست مُردهٔ سوزانده شده در ایالات متحده بود که به دلیل ترس از زنده به گور شدن آن را انتخاب کرد. پس از آن، املاک او چندین دست جابه‌جا شد. بخش‌های بزرگی از املاک او هنوز وجود دارد و امروزه به عنوان صومعهٔ تراپیست استفاده می‌شود.
شهر لارنس در کارولینای جنوبی و شهرستانش، به نام او نام‌گذاری شده‌اند. حومه و روستای لارنس در نیویورک به نام او نام‌گذاری شده‌اند. شهرستان لارنس در جورجیا برای پسرش جان، نام‌گذاری شده‌است. ژنرال لاچلان مک‌اینتاش که به عنوان کارمند لارنس کار می‌کرد و دوست نزدیک او شد، فورت لارنس در اوهایو را به نام او، نام‌گذاری کرد.

## ارجاعات
1. ↑  "Slavery and Justice: Report of the Brown University Steering Committee on Slavery and Justice" (PDF). Brown University. October 2006.
2. ↑  "Laurens, Henry (1724–1792)". American Eras. Encyclopedia.com. Archived from the original on 2018-04-22.
3. ↑  Gillespie, p.20
4. ↑  Wallace, p.180
5. ↑  "APS Member History".
6. ↑  Tuchman
7. ↑  "From George Washington to Leonard de Neufville, June 29, 1789". Founders Online. National Archives.
8. ↑  Massey, Gregory D. (Winter–Spring 2003). "Slavery and Liberty in the American Revolution: John Laurens's Black Regiment Proposal". Early America. Retrieved 2012-05-31.
9. ↑  Finkelman, Paul (April 1994). "Thomas Jefferson and Antislavery: The Myth Goes On" (PDF). The Virginia Magazine of History and Biography. 102 (2): 211. Retrieved 2011-03-14.
10. ↑  Martin Duke MD (Spring 2007). "Gout, an American Revolutionary War Statesman, and the Tower of London" (PDF). The Pharos. Retrieved March 9, 2022.
11. ↑  Laurens cenotaph at Mepkin
12. ↑  Prothero, Stephen R. (2001). Purified by fire: a history of cremation in America. Berkeley: University of California Press. pp. 9–10. ISBN 978-0-520-92974-6. OCLC 49570142.
13. ↑  "Comprehensive Plan for the Town of Laurens" (PDF). Otsego County. Cooperstown, New York: Otsego County Planning Department. October 1998. p. 4. Archived from the original (PDF) on 10 July 2015. Retrieved 2012-11-18. The town of Laurens … was formed in 1811 … and named after Henry Laurens, a hero of the Revolutionary War